# Музыка, Людмила Ананьевна
Людмила Ананьевна Музыка, в девичестве — Бершадская (укр. Людмила Ананіївна Музика; 17 февраля 1937 года, Юзефово, Одесская область — 29 декабря 2016 года, Йосиповка, Кировоградская область) — доярка колхоза имени Сталина Ульяновского района Кировоградской области, Украинская ССР. Герой Социалистического Труда (1958). Депутат Верховного Совета СССР 6-го созыва.

## Биография
Родилась в 1937 году в крестьянской семье в селе Юзефово (сегодня — Йосиповка). В 1953 году окончила семилетку в родном селе. С 1953 года — доярка колхоза имени Сталина (позднее — колхоз «Россия») Ульяновского района.
В 1957 году надоила в среднем по 7 тысяч килограмм молока от каждой закреплённой за ней коровы. Указом Президиума Верховного Совета СССР от 26 февраля 1958 года «за особые заслуги в развитии сельского хозяйства и достижение высоких показателей по производству зерна, сахарной свеклы, мяса, молока и других продуктов сельского хозяйства и внедрение в производство достижений науки и передового опыта» удостоена звания Героя Социалистического Труда с вручением ордена Ленина и золотой медали «Серп и Молот».
Избиралась кандидатом в члены ЦК ВЛКСМ (1958—1962), депутатом Верховного Совета СССР 6-го созыва (1962—1966). В 1958 году вступила в КПСС.
Окончила заочное отделение Александрийского сельскохозяйственного техникума по специальности «зоотехник». С 1967 года — зоотехник, заведующая молочно-товарной фермой колхоза «Россия» Ульяновского района.
После выхода на пенсию проживала в родном селе, где скончалась в 2016 году.
Награды
- Герой Социалистического Труда
- Орден Ленина
- Медаль «За трудовое отличие»